# انبکشیلدر
انبکشیلدر (قزاقی: Еңбекшілдер) یک شهرک در استان آق‌مولای کشور قزاقستان است.